# Forum Gdańsk
Forum Gdańsk – centrum handlowe w Gdańsku otwarte w 2018 roku. 
Centrum powstało na 6-hektarowej działce w centrum Gdańska, w obrębie ulic: 3 Maja, Armii Krajowej, Wały Jagiellońskie, Hucisko. Wzdłuż głównej alei centrum płynie Kanał Raduni.

## Dane techniczne
- liczba klientów (rocznie): 12,5 mln
- powierzchnia: 62 000 m²
- liczba sklepów: 220
- liczba miejsc parkingowych: 1100
- rok otwarcia: 2018
- liczba nagród: 7
- główni najemcy: Helios, Eurospar, H&M, Reserved, Douglas, Deichmann, Van Graaf, TK Maxx, Media Markt[3].

## Historia
Obiekt powstał na terenach Targu Siennego i Targu Rakowego, czyli historycznych miejsc Gdańska. Przed rozpoczęciem budowy znajdowały się tu tory kolejowe i pozostałości po Centrum Handlowym Gildia. Pierwotnie planowaną nazwą było Forum Radunia. Budowa rozpoczęła się w 2015 roku.

## Architektura
Około 1/3 powierzchni centrum to tereny zielone. Na ponad dwóch hektarach zostało posadzonych 33 tysiące roślin (80 gatunków), rosną też dwa zabytkowe drzewa – kasztanowiec i jesion. Założeniem projektantów było, żeby forma architektoniczna Forum Gdańsk zwracała uwagę nowoczesnym designem z zabytkowymi elementami. Wzdłuż głównej alei centrum płynie Kanał Raduni.
Zachowały się historyczny budynek klasztoru elżbietanek z początku XX wieku, w którym siostry zakonne prowadziły przedszkole, dom dla chorych, a także mały pensjonat dla gości. W budynku tym zmarł biskup Konstantyn Dominik.

## Problemy z otwarciem

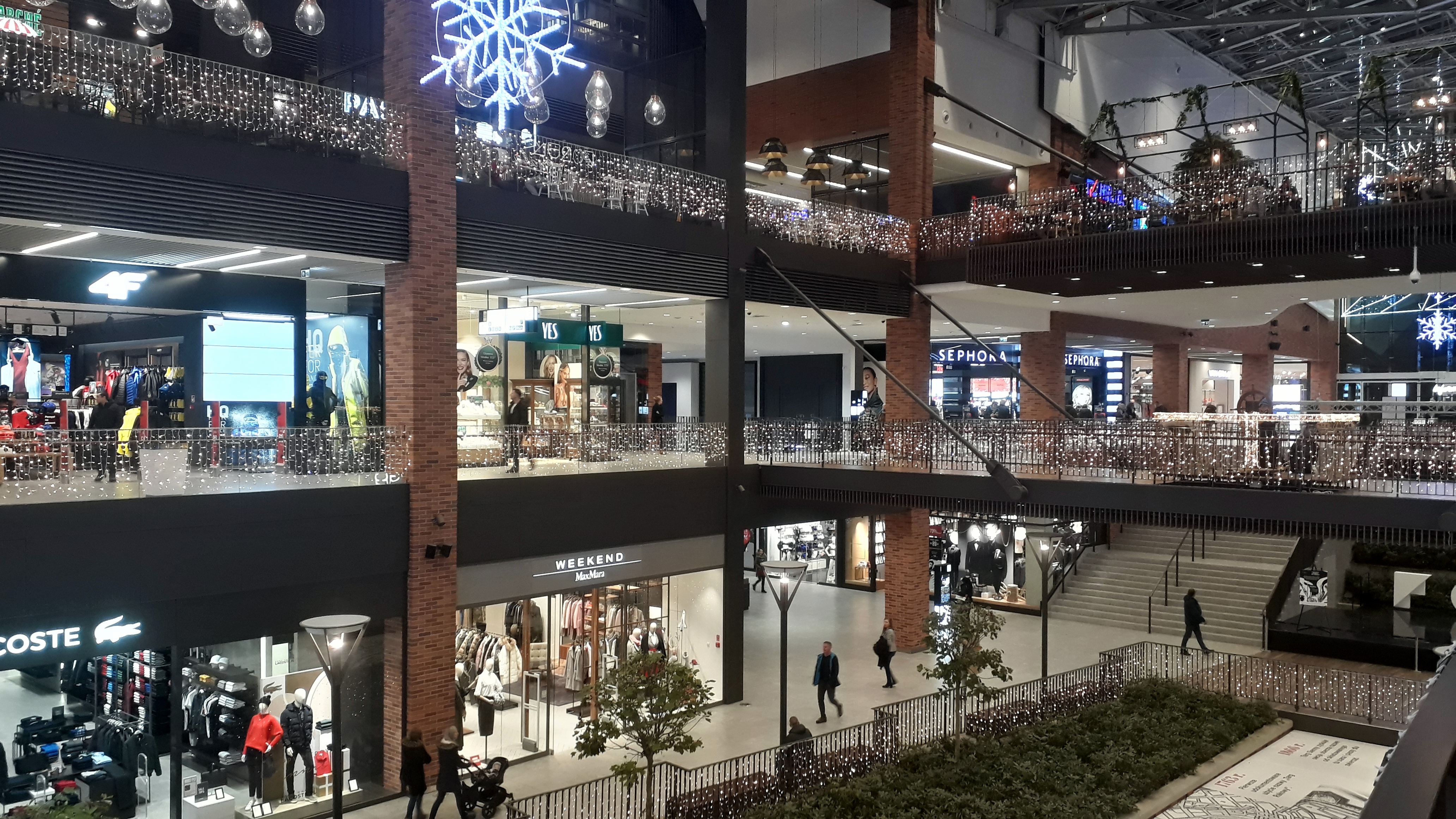
Wnętrze centrum

Początkowo centrum handlowe miało zostać otwarte 16 maja, ale obiekt nie uzyskał pozwolenia na użytkowanie. Inwestor został poinformowany dopiero wieczorem w przeddzień otwarcia. 16 maja pod ogrodzeniem placu budowy ustawiali się klienci, którzy chcieli zrobić zakupy, jednak 18 maja inwestor poinformował, że otwarcie zostało przełożone na 26 maja. Po tym komunikacie ruszyła kampania reklamowa centrum – Po falstarcie – gotowi na otwarcie.

## Kontrowersje
Początkowo na terenie Forum miały powstać mniejsze i rozproszone budynki, m.in. biurowce i pasaże handlowe.
Kiedy mieszkańcy dowiedzieli się o nowych planach zagospodarowania miejsca, odbyły się sprzeciwy i protesty przeciwko pomysłom władz miasta. Według protestujących Forum Radunia „całkowicie ignorowało skalę i charakter zabudowy Śródmieścia”.
Wzdłuż głównej alei centrum płynie Kanał Raduni, co było kolejnym powodem wielu kontrowersji. Jeszcze podczas budowy aktywiści alarmowali, że jest niszczony kilkusetletni zabytek. Władze Gdańska i inwestorzy twierdzili, że kanał będzie otwarty, a stworzenie drugiego dna jest konieczne w celu uniknięcia nieprzyjemnego zapachu. W 2018 roku rozpoczęła się przebudowa kanału na podstawie pozwolenia miejskiego konserwatora zabytków i konserwatora wojewódzkiego. Po kontroli nowego konserwatora zdecydowano się nałożyć karę w wysokości 500 000 zł, ponieważ zdaniem konserwatora prace odbywały się bez ważnego pozwolenia. Decyzję podtrzymali generalny konserwator zabytków i Ministerstwo Kultury. Inwestor odwołał się jednak do Sądu Administracyjnego. Wojewódzki Sąd Administracyjny uznał, że przebudowa kanału odbyła się bez rażącego złamania prawa, lecz wojewódzki i generalny konserwator zabytków stwierdzili, że stworzenie podwójnego koryta kanału odbyło się bez pozwolenia. Ostatecznie, w końcu listopada 2019 przebiegający przez centrum handlowe górny poziom kanału został wypełniony wodą.